# Дух Різдва
Дух Різдва — американська музична комедія на різдвяну тематику 2022 року, знята Шоном Андерсом, написана та продюсована Андерсом і Джоном Моррісом. У головних ролях Вілл Феррелл, Раян Рейнольдс, Октавія Спенсер, Суніта Мані, Патрік Пейдж, Марлоу Барклі та голос Трейсі Моргана. Фільм є сучасним переказом повісті Чарлза Дікенса «Різдвяна пісня» та її різноманітних екранізацій. Духу теперішнього Різдва у найближчий час «світить» вихід на пенсію, що означає його повернення на Землю. Він націлюється на «невиправну» людину, Клінта Бріггса, який, врешті решт допомагає Духу теперішнього Різдва помиритися з власним минулим.
Дух Різдва демонструвався у деяких кінотеатрах 11 листопада 2022 року перед релізом потокової передачі Apple TV+ 18 листопада 2022 року. Фільм отримав неоднозначні відгуки критиків.

## Сюжет
Протягом майже двох століть Джейкоб Марлі та Духи минулого, теперішнього та майбутнього Різдва керують командою духів потойбічного життя (яка складається з відділу кадрів, дослідження, костюмів та інших - нагадуючи американську корпорацію), знаходячи та виправляючи одну людину - «правопорушника» (англ. perp) кожного Різдва («That Christmas Morning Feelin»). Під час святкування виправлення «правопорушника» цього року, Карен Бланскі, Марго з відділу кадрів інформує Духа Різдва що той має право вийти на пенсію та не користується ним вже 46 сезонів. Дух Різдва вагається, але вирішує продовжити свою роботу щоб зробити людство кращим («Плач теперішнього»).
Під час спостереження за потенційним «правопорушником» для наступного Різдва в готелі у Ванкувері, Духи Різдва випадково зустрічають Клінта Бріггса, відомого суперечливого медіа-консультанта, якого запрошено на конференцію виробників різдвяних ялинок. У своєму виступі Клінт заохочує до розпалювання ненависті («Bringin' Back Christmas»). Вражений цим виступом, Дух Різдва пропонує затвердити Клінта як «правопорушника» наступного року (бо його спокута може мати «хвильовий» ефект, зробивши його рушієм позитивних змін у людстві), проте Марлі демонструє йому справу Клінта Бріггса з поміткою «невиправний, бо вважає що люди не змінюються». Після невдалої спроби шантажувати Марлі виходом на пенсію, Духу Різдва вдається переконати останнього затвердити кандидатуру Клінта. Привиди починають цілий рік дослідження минулого та майбутнього Клінта, готуючись відвідати його наступного Різдва.
Наближаючись до Різдва, вони відвідують штаб-квартиру Клінта, де бачать, як він рекомендує своїй племінниці, яка бажає стати президентом учнівської ради, знизити свої оцінки та опублікувати негативне відео про однокласника Джоша Габінса, який також балотується на цю посаду. Помічниця Клінта Кімберлі, яка знайшла це відео за його вказівкою, почувається через це винною і хоче звільнитися зі своєї посади, але врешті решт цього не робить («Погляд звідси»). Справа ще більше ускладнюється, коли Кімберлі несподівано бачить Духа Різдва, хоча зазвичай люди не можуть бачити привидів. Від несподіванки Дух Різдва розповідає правду про свою місію, але Кімберлі сприймає це як жарт.
Першим Клінта відвідує Марлі, якого Клінт двічі перебиває, через що Марлі швидко закінчує свою частину («Історія твого життя (Марлі)»). Наступне відвідування також виявляється невдалим через те що Клінт фліртує з Духом минулого Різдва, через що Дух теперішнього Різдва погоджується підмінити її та продемонструвати Клінту як його минуле так і теперішнє.
Клінт іронічно ставиться до спроб привернути його увагу до подій минулого, зокрема спробі матері Клінта ввести його в оману щодо Різдвяного подарунку коли він був маленьким, спогадам про колишню дівчину Нору, яка покинула Клінта через його егоїзм, і сфабрикованому Клінтом скандалу пов'язаним з його професійною діяльністю. Дух Різдва не витримує цього нахабства і переносить Клінта до сцени в лікарні, у якій його старша сестра Керрі на смертному одрі просить Клінта взяти на виховання її доньку Рен. Клінт не витримує цієї сцени, відштовхує Духа теперішнього Різдва, намагається втекти та випадково попадає до офісу Духа теперішнього Різдва де знайомиться зі своєю справою з поміткою «невиправний». 
Розуміючи, що справа Клінта вимагає нестандартного підходу, бо той відмовляється продовжувати брати учать у програмі, Дух теперішнього Різдва переносить його у симуляцію власного минулого, показуючи, що він колись був Ебенезером Скруджем, єдиною іншою невиправною душею, яка пройшла через програму. Клінт починає розпитувати подробиці і з'ясовує що Ебенезер прожив лише три з половиною тижні після відвідування духами і тому він не певен що насправді змінився. Клінт розпитує його про фразу «Добрий день» яка, відповідно до Духа, у той час була дуже непристойною. Щоб якось розрадити Духа теперішнього Різдва, Клінт починає співати пісню «Добрий день», та врешті решт з'являється розлючений Марлі, і наказує Духу Різдва «дотримуватися сценарію» відвідування, а самого Клінта відправляє спати.
Прокинувшись, Клінт опиняється на різдвяній вечірці свої організації, де знову з'являється Дух Різдва який показує Клінту теперішнє, у якому його співробітники обговорюють його за очі. Дух показує Клінту життя його колишньої дівчини Нори, яка весело святкує Різдво зі своїм чоловіком і дітьми, але Клінт йому відповідає, що насправді Дух Різдва сам жадає щасливого сімейного життя з Кімберлі («Історія твого життя (Клінтс Пітч)»). Дух вагається та все ж таки відкидає цю ідею, а потім показує Клінту що в результаті опублікування відео однокласники Ренні почнуть ігнорувати Джоша. Клінт виглядає розгубленим і щоб зміцнити успіх Дух змушує Клінта знову пережити передсмертне прохання його сестри взяти на виховання її доньку Рен, де Клінт відмовляє їй і перекладає відповідальність на їхнього молодшого брата Овена. 
Дух теперішнього Різдва готується залишити Клінта готуючи його до останнього візіту Духа майбутнього Різдва, але Клінт допомагає Ебенезеру протистояти власним страхам і ухвалити рішення вийти на пенсію щоб перевірити чи дійсно він став гарною людиною («Невиправний»). Вони обидва прокидаються у квартирі Клінта, який допомагає Ебенезеру запросити Кімберлі на побачення («Вид звідси (прогулянка біля річки)»). У той самий час Клінта відвідує Дух майбутнього Різдва і показує йому що його дії призведуть до самогубства Джоша. Клінт бажає це виправити, і він тікає до симуляції кладовища, де його перехоплюють Духи Минулого та Майбутнього Різдва, які повертають його до його квартири де його чекає Ебенезер.
Повернувшись до своєї квартири, він з Ебенезером намагаються завадити Рені опублікувати відео, але вони не встигають це зробити, бо Кімберлі зупиняє їх щоб сказати що вона звільняється з посади. Клінт та Ебенезер у розпачі, проте виявляється що Рен не відправила відео через розмову з Кімберлі. Ебенезер очікує що от-от з'являться інші духи щоб поздоровити Клінта з перетворенням у кращу людину, але вони так і не з'являються. Клінт пояснює, що він просто виправив одну помилку з відео і що насправді він не змінився. Ебенезер у відчаї залишає ковзанку щоб спробувати повернутися до духів і якось виправити ситуацію. Клінт його наздоганяє, та намагається переконати повернутися до Кімберлі, тим більше що Клінт почав відноситися до Ебенезера як до брата. Ебенезер вагається, та вирішує повернутися і для цього біжить щоб його збив автобус. Клінт відштовхує його від автобуса на тротуар, час завмирає і нарешті з'являються духи, щоб привітати його з перетворенням в кращу людину, бо він приніс себе в жертву заради іншого («Do A Little Good»). Проте коли час відновлює свій плин, автобус збиває Клінта, і він гине, перетворюючись на духа.
Марлі пояснює розчуленому Клінту що його перетворення не сталося б без його смерті, і в цей момент з білого сяйва з'являється сестра Клінта Керрі, яка запрошує Клінта піти з нею. Але Клінт робить незвичайну пропозицію Марлі - стати новим Духом теперішнього Різдва. Клінт розширює програму, щоб включити в неї інші свята, щороку брати більше співробітників, залучив Керрі до складу персоналу, а також створив родину з Духом минулого Різдва. Він також регулярно відвідує Ебенезера, який тепер зветься Роберто і допомагає Клінту досліджувати різних «правопорушників». Разом з Кімберлі вони виховують своїх двох дітей. Рен виросла і була прийнята на магістерську програму в Стенфорді («That Christmas Morning Feelin' (Curtain Call)»).
Наприкінці Дух теперішнього Різдва співає пісню «Брижі», яку він збирався використовувати щоб переконати Марлі взяти Клінта в якості «правопорушника». З останніх кадрів зрозуміло що наступного Різдва духи відвідали менеджера готелю з Ванкувера.

## У ролях
- Вілл Феррелл — Ебенезер Скрудж, Дух теперішнього Різдва, пізніше Роберто
- Раян Рейнольдс — Клінт Бріггс
  - Ніко Тіроцуї — 8-річний Клінт
  - Томас П. Гілліс — Клінт Бріггс, у майбутньому
- Октавія Спенсер — Кімберлі
- Суніта Мані[en] — Бонні, Дух минулого Різдва
- Патрік Пейдж[en] — Джейкоба Марлі
- Марлоу Барклі — Рен / молода Керрі
- Лорен Г. Вудс[en] — Дух майбутнього Різдва
  - Трейсі Морган — голос Духа майбутнього Різдва
- Емі Карреро[en] — Нора
- Джо Тіппетт[en] — Овен
- Андреа Андерс[en] — Керрі
- Джен Таллок[en] — Венді
- Пі Джей Бірн[en] — містер Алтелі
- Роуз Бірн — Карен
- Гевін Меддокс Бергман — Олівер Твіст
- Джуді Денч — камео
- Джиммі Феллон — камео

## Виробництво
20 вересня 2019 року було оголошено, що Шон Андерс та Джон Морріс з кінокомедії «Хто в домі тато» стануть сценаристами і режисерами фільму, а також продюсерами в складі їх продюсерської компанії Two Grown Men разом з акторами у головних ролях — Віллом Феррелом і Джесікою Елбаум з Gloria Sanchez Productions та Раяном Рейнольдсом і Джордж Дьюї з «Максимальних зусиль». Наступного місяця було оголошено, що Apple виграла конкурентну війну за права на фільм. Також повідомлялося, що понад 60 мільйонів доларів було витрачено зйомки фільму, пізніше бюджет було збільшено до 75 мільйонів доларів.
Підтверджуючи раніше заявлене, Феррелл та Рейнольдс були обрані на головні ролі. Обидва актори одержали по 20 мільйонів доларів за свої ролі у фільмі. 8 лютого 2021 року Октавія Спенсер приєдналася до акторського складу, Рейнольдс підтвердив свою головну роль, а Феррелл розповів, що зіграє роль Духа Різдва. У червні Суніта Мані була обрана на роль Духа минулого Різдва.
Основні зйомки фільму почалися 6 липня 2021 року в Бостоні, який замінив аноснований Мангеттен 18 жовтня 2021 року Рейнольдс оголосив про завершення зйомок..

## Музичні номери
| Ні. | Назва                                           | Виконавець(и)                                                                                    | Час виконання |
| --- | ----------------------------------------------- | ------------------------------------------------------------------------------------------------ | ------------- |
| 1   | «That Christmas Morning Feelin»                 | Вілл Феррелл, Патрік Пейдж, Суніта Мані, Трейсі Морган і Ансамбль                                | 3:02          |
| 2   | «Present's Lament»                              | Феррелл                                                                                          | 2:02          |
| 3   | «Bringin' Back Christmas»                       | Райан Рейнольдс і Ансамбль                                                                       | 3:53          |
| 4   | «The View from Here»                            | Октавія Спенсер і Феррелл                                                                        | 3:06          |
| 5   | «The Story of Your Life (Marley's Haunt)»       | Пейдж і Рейнольдс                                                                                | 1:50          |
| 6   | «Good Afternoon»                                | Рейнольдс, Феррелл і Ансамбль                                                                    | 4:27          |
| 7   | «The Story of Your Life (Clint's Pitch)»        | Рейнольдс і Феррелл                                                                              | 1:41          |
| 8   | «Unredeemable»                                  | Феррелл і Ансамбль                                                                               | 3:31          |
| 9   | «The View From Here (Riverwalk)»                | Спенсер і Феррелл                                                                                | 3:01          |
| 10  | «Do a Little Good»                              | Рейнольдс, Феррелл, Пейдж, Мані, Морган і Ансамбль                                               | 3:41          |
| 11  | «That Christmas Morning Feelin' (Curtain Call)» | Рейнольдс, Феррелл, Спенсер, Морган, Пейдж, Андреа Андерс, Марлоу Барклі, Джен Таллок і ансамбль | 2:28          |
| 12  | «Ripple»                                        | Феррелл, Суніта Мані, Морган, Пейдж і ансамбль                                                   | 4:08          |

## Реліз
Дух Різдва вийшов обмежено в кінотеатрах 11 листопада 2022 року, а через тиждень, 18 листопада, відбувся цифровий реліз на Apple TV+

### Сингл із піснями
12-дюймовий вініловий сингл із піснями Духа Різдва був анонсований для щорічної події Чорної п'ятниці Record Store Day у 2022 році. У ньому була пісня «That Christmas Mornin' Feeling», яку співав Феррелл на А-стороні та «Do a Little Good», яку співали Феррелл і Рейнольдс на Б-стороні.

## Реакція
На веб-сайті агрегатора рецензій Rotten Tomatoes 70 % із 101 рецензії критиків є позитивними із середньою оцінкою 6,4/10. Консенсус веб-сайту гласить: «Хоча фільм мало додає до давньої традиції екранізацій Діккенса, фільм настільки чудово наповнений, що ним легко, принаймні, час від часу насолоджуватися».
Metacritic, який використовує середньозважене значення, присвоїв фільму оцінку: 55 зі 100, на основі думки 25 критиків, вказуючи на «змішані або середні відгуки».